# Trichostigma peruvianum
Espèce
Trichostigma peruvianum est une espèce de plante de la famille des Petiveriaceae (anciennement Phytolaccaceae).